# 관동주
관동주(일본어: 關東州, Kantō-shū; 중국어 간체자: 关东州, 정체자: 關東州, 한어 병음: Guāndōng zhōu, 웨이드-자일스: Kwan1-tung1-chou1)는 1905년부터 1945년까지 랴오둥반도에 있는 일본 제국의 임대 영토였다.
1895년 일본 제국은 청일 전쟁의 승리에 따라 랴오둥반도를 청나라로부터 할양받아 타이완과 함께 일본 제국의 영토에 편입시켰다. 그러나 프랑스, 독일 제국, 러시아 제국의 간섭(삼국 간섭)을 받아, 어쩔 수 없이 청나라에 다시 돌려주었다. 그 뒤에, 일본은 러일 전쟁에서 이기면서, 포츠머스 조약에 따라 러시아 제국이 가지고 있던 랴오둥반도의 다롄(大連) 및 뤼순(旅順) 지역의 조차지(租借地, 잠재적 주권을 가지는 나라로부터 일정 기간 동안에 빌리고 있는 구역)를 넘겨받았다.
일본 제국은 다롄 및 뤼순 지역을 관동주(關東州)라고 이름짓고 관동주 식민 행정 기관인 관동도독부(關東都督府)와 관동주 방위군인 관동군(關東軍)을 창설했다. 그 뒤 관동 도독부는 제1차 세계 대전이 끝난 1919년 관동청(關東廳)으로 만주국이 성립된 1934년에는 관동주청(關東州廳)으로 개편되었다. 처음에 일본의 조차(租借) 기한은 1923년까지였지만, 1915년 일본이 중화민국 정부에조차 기한 연장을 강요함으로써 관동주의 반환 연도를 1997년까지 늘렸다. 그러나 일본 제국의 괴뢰 국가인 만주국을 세워지면서 관동주의 영유권이 중화민국에서 만주국으로 바뀌었기 때문에, 1932년에는 관동주를 만주국에서 조차하는 절차를 밟았다.
다롄은 러시아 제국 때부터 자유항이었기 때문에, 관동주 성립후에도 자유항으로서 계속 유지되었고, 밀무역을 포함하여, 활발한 무역 거점 도시가 되었다. 또한 관동주에서는 조선은행에서 발행한 조선의 통화가 유통하고 있었다. 1945년 일본이 태평양 전쟁에서 연합군에게 지면서 소련이 관동주에 대한 군정을 실시하면서 랴오둥반도의 식민지 상태는 끝났다.

## 역대 관동주 도독
|    | 이름                                   | 취임       | 퇴임       |
| -- | -------------------------------------- | ---------- | ---------- |
| 1  | 오시마 요시마사 대장 / 남작 (大島義昌) | 1905-10-10 | 1912-04-26 |
| 2  | 후쿠시마 야스마사 중장 (福島安正)      | 1912-04-26 | 1914-09-15 |
| 3  | 나카무라 아키라 중장 (中村覚)          | 1914-09-15 | 1917-07-31 |
| 4  | 나카무라 유지로 중장 (中村雄次郎)      | 1917-07-31 | 1919-04-12 |
| 5  | 하야시 곤스케 (林権助)                 | 1919-04-12 | 1920-05-24 |
| 6  | 야마가타 이사부로 (山県伊三郎)         | 1920-05-24 | 1922-09-08 |
| 7  | 이주인 히코키치 (伊集院彦吉)           | 1922-09-08 | 1923-09-19 |
| 8  | 고다마 히데오 (児玉秀雄)               | 1923-09-26 | 1927-12-17 |
| 9  | 기노시타 겐지로 (木下謙次郎)           | 1927-12-17 | 1929-08-17 |
| 10 | 오타 마사히로 (太田政弘)               | 1929-08-17 | 1931-01-16 |
| 11 | 쓰카모토 세이지 (塚本清治)             | 1931-01-16 | 1932-01-11 |
| 12 | 야마오카 마노스케 (山岡万之助)         | 1932-01-11 | 1932-08-08 |
| 13 | 무토 노부요시 대장 (武藤信義)          | 1932-08-08 | 1933-07-28 |
| 14 | 히시카리 다카시 대장 (菱刈隆)          | 1933-07-28 | 1934-12-10 |
| 15 | 미나미 지로 대장 (南次郎)              | 1934-12-10 | 1936-03-06 |
| 16 | 우에다 겐키치 대장 (植田謙吉)          | 1936-03-06 | 1939-09-07 |
| 17 | 우메즈 요시지로 대장 (梅津美治郎)      | 1939-09-07 | 1944-07-18 |
| 18 | 야마다 오토조 대장 (山田乙三)          | 1944-07-18 | 1945-08-28 |

## 같이 보기
- 기시 노부스케
- 남만주철도주식회사
- 다롄
- 러시아 통치하의 다롄 (Дальний) - 러일 전쟁전까지 러시아가 현 다롄시를 간접지배했었다.
- 러일 전쟁
- 만주국
- 불모지대
- 여순요항부(旅順要港部) - 관동주의 일본 제국 해군의 중요한 해군 기지의 하나였다.